# Bruchidius peregii
Bruchidius peregii là một loài bọ cánh cứng trong họ Bruchidae. Loài này được Hajoss miêu tả khoa học năm 1938.